# اریک جیکوبسن (شیمی‌دان)
اریک ان. جاکوبسن (به انگلیسی: Eric Jacobsen) (زاده ۲۲ فوریه ۱۹۶۰ در شهر نیویورک)، استاد شیمی شلدون امری و رئیس سابق گروه شیمی و زیست‌شناسی شیمیایی در دانشگاه هاروارد است. او یکی از چهره‌های برجسته در زمینه شیمی آلی است و بیشتر به خاطر توسعه اپوکسیداسیون جیکوبسن و کارهای دیگر در کاتالیز انتخابی شناخته شده‌است.